# Fenethylalkohol
Fenethylalkohol nebo 2-fenylethylalkohol je organická sloučenina, která obsahuje fenethylovou funkční skupinu (C6H5CH2CH2), na kterou je připojena hydroxylová skupina. Jelikož je hydroxyl navázán na alifatický řetězec, jde o alkohol a ne o fenol. Tato bezbarvá kapalina je slabě mísitelná s vodou (2 ml na 100 ml H2O), ovšem snáze mísitelná s většinou organických rozpouštědel. V přírodě se vyskytuje jako součást mnohých silic. Má příjemnou květinovou vůni.

## Výroba a příprava
Fenethylalkohol se vyrábí dvěma způsoby. Nejčastější je reakce benzenu s ethylenoxidem za přítomnosti chloridu hlinitého:
C6H6 + CH2CH2O + AlCl3 → C6H5CH2CH2OAlCl2 + HCl
Při této reakci vzniká difenylethan jako vedlejší produkt; tomu lze zabránit použitím nadbytku benzenu.
Další možností je hydrogenace styrenoxidu.

### Laboratorní příprava
Fenethylalkohol může být připraven reakcí fenylmagnesiumbromidu s ethylenoxidem:
C6H5MgBr + CH2CH2O → C6H5CH2CH2OMgBr
C6H5CH2CH2OMgBr + H+ → C6H5CH2CH2OH
Lze jej rovněž získat biotransformací L-fenylalaninu za použití znehybněných kvasinek Saccharomyces cerevisiae.

## Výskyt a použití
Fenethylalkohol se nachází ve výtažcích z růží, hvozdíku zahradního, hyacintů, borovice halepské, květů pomerančovníku, ylang-ylangu, pelargonií a dalších rostlin. Jedná se též o autoantibiotikum produkované kvasinkou Candida albicans.
Tato látka je častou přísadou ve vůních a parfémech, obzvláště tam, kde je vyžadováno aroma růže. Používá se také jako aditivum v cigaretách a ke konzervaci mýdel. Je rovněž objektem zájmu díky svým antimikrobiálním vlastnostem.